# Ларга-Ноуэ
Новая Ларга, Ларга Ноуэ (рум. Larga Nouă) — село в Кагульском районе Молдавии. Является административным центром коммуны Новая Ларга, включающей также село Старая Ларга.

## География
Село расположено на высоте 121 метров над уровнем моря.

## Население
По данным переписи населения 2004 года, в селе Новая Ларга проживает 1140 человек (570 мужчин, 570 женщин).
Этнический состав села:
| Национальность | Число жителей | Процентный состав |
| -------------- | ------------- | ----------------- |
| молдаване      | 720           | 63.16             |
| болгары        | 366           | 32.11             |
| русские        | 29            | 2.54              |
| украинцы       | 21            | 1.84              |
| гагаузы        | 3             | 0.26              |
| прочие         | 1             | 0.09              |
| Всего          | 1140          | 100 %             |